# 刘忠庆

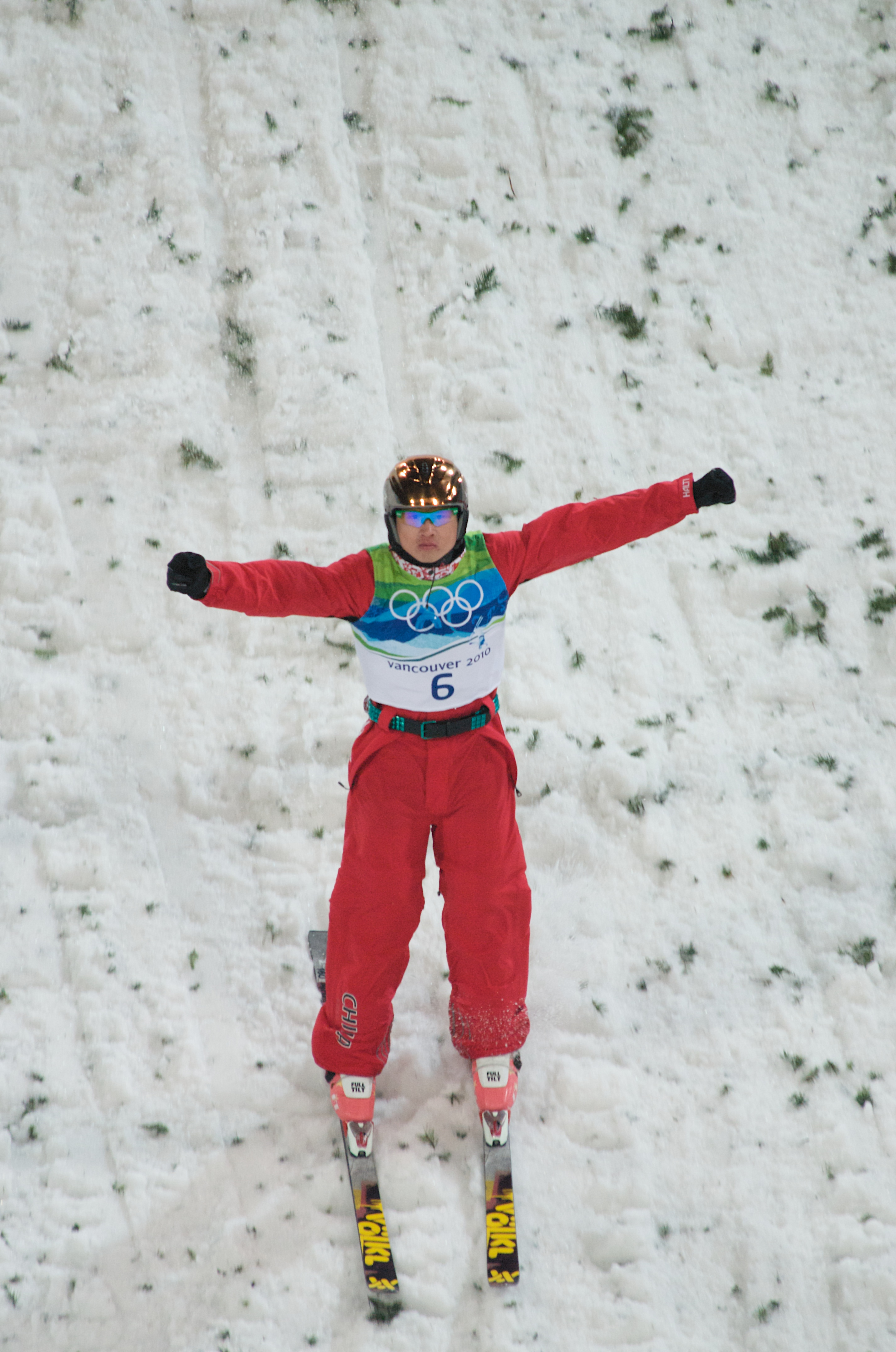
刘忠庆在进行自由式滑雪運動时的抓拍

刘忠庆（1985年11月10日—），黑龙江大庆人，中國男子自由式滑雪運動員。他在2010年冬季奧林匹克運動會获得男子自由式滑雪项目的铜牌。他也參加了2014年冬季奧林匹克運動會和2018年冬季奧林匹克運動會。